# Shun Oguri

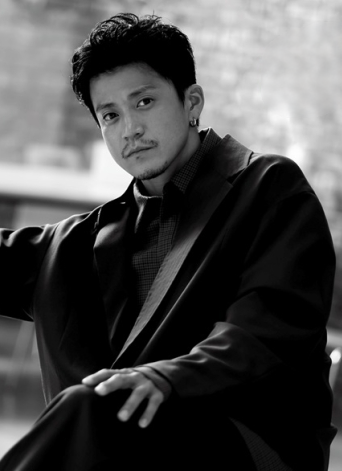
Shun Oguri (2020) - japanischer Schauspieler

Shun Oguri (jap. 小栗 旬, Oguri Shun; * 26. Dezember 1982 in Tokio) ist ein japanischer Schauspieler, der mit dem Dorama Hana yori dango Ende 2005 bekannt wurde.
Jedoch kann er trotz seines jungen Alters bereits auf eine lange Schauspielkarriere zurückblicken.
Shun Oguri arbeitete schon in diversen Theaterstücken mit und lieh als Synchronsprecher verschiedenen Charakteren in Animes seine Stimme.
Im Januar 2011 spielte er die Figur Alex aus dem Theaterstück zum gleichnamigen Roman und Film Uhrwerk Orange, welches in Japan zum ersten Mal aufgeführt wurde.

## Filmbiografie

### Japanische Fernsehdramen
- 1995: Hachidai Shōgun Yoshimune
- 1996: Hideyoshi
- 1996: Shōri no Megami
- 1997: Sore ga Kotae da!!
- 1998: GTO
- 1999: GTO SP
- 1999: Kasai Chōsakan Akiko
- 2000: Aoi Tokugawa Sandai
- 2000: Ikebukuro West Gate Park(ep2)
- 2000: Summer Snow
- 2000: Ashita o Dakishimete
- 2000: Henshūō
- 2000: Kodoku na Kajitsu
- 2001: Haha gyou Shikkaku
- 2001: Kimi ga boku wo wasuretemo (Pure Soul)
- 2001: Cherry
- 2001: Heart/Hurt
- 2001: Akogare no Hito
- 2001: Ao to Shiro de Mizuiro
- 2002: Gokusen
- 2003: Tengoku no Daisuke e
- 2003: Okā-san to Issho
- 2003: Gokusen Special
- 2003: Otoko yu
- 2003: Stand Up!!
- 2003: Otoko yu 2
- 2004: Hatachi 1983 Toshi ni Umare te
- 2004: FIRE BOYS(ep4)
- 2004: Hontō ni Atta Kowai Monogatari Special
- 2005: Division 1 "Hungry Kids"
- 2005: Return Match
- 2005: Taika no Kaishin
- 2005: Kyumei Byoto 24 Ji 3
- 2005: Koto (Ancient City ) Special
- 2005: Yoshitsune
- 2005: Aikurushii
- 2005: Densha Otoko
- 2005: Kakugo
- 2005: Nijūyon no Hitomi
- 2005: Hana Yori Dango
- 2006: El Poporazzi Gayuku
- 2006: Yūki
- 2006: Densha Otoko DX~Saigo no Seizen
- 2006: Kudō Shinichi no Chōsen (Detektiv Conan)
- 2007: Hana Yori Dango 2
- 2007: Hanazakari no Kimitachi e
- 2008: Binbo Danshi
- 2008: Yume o kanaeru Zou
- 2008: Hanazakari no Kimitachi e SP
- 2009: Tenchijin
- 2009: Smile
- 2009: Tokyo DOGS
- 2014: Nobunaga Concerto
- 2015: Ouroboros

### Filme
- 2002: Hitsuji no Uta (Song of the Sheep)
- 2003: Azumi
- 2003: Robokon
- 2004: Wings of Hakenkreuz
- 2004: [is. A]
- 2005: Azumi 2 – Death or Love
- 2005: The Neighbour #13
- 2005: Life on the Long Board
- 2006: Detektiv Conan
- 2006: Rinne (Reincarnation)
- 2006: Waters
- 2006: Otoshimono (Ghost Train)
- 2006: Sakuran Wilde Kirschblüte
- 2006: Kisaragi
- 2007: Sukiyaki Western Django
- 2007: Crows Zero
- 2008: Hana Yori Dango Final
- 2009: Crows Zero 2
- 2009: Gokusen: The Movie
- 2009: Tajomaru
- 2010: Gaku basierend auf dem Manga "Gaku - Minna no Yama" von Ishizuka Shinichi[2]
- 2016: Terra Formars
- 2017: Gintama
- 2021: Godzilla vs. Kong

### Synchronsprecherarbeiten
- Fullmetal Alchemist – Der Film: Der Eroberer von Shamballa (2005)
- Jyu Oh Sei (2006) als Third
- Animal Crossing (2006)
- Könige der Wellen (2007)

### Theaterstücke
- Die Komödie der Irrungen
- Music of Chance
- Wie es euch gefällt
- JOKER
- Hamlet
- Titus Andronicus
- Caligula